# Miki Berkovich
Miki Berkovich nebo také Moše Berkowitz (hebrejsky משה "מיקי" ברקוביץ', * 17. února 1954 Kfar Saba) je bývalý izraelský basketbalista. Od roku 1971 hrál ligu za Makabi Tel Aviv BC, v letech 1975–1976 působil v americkém univerzitním týmu UNLV Runnin' Rebels. Po návratu do Izraele přivedl Makabi jako první izraelský tým k vítězství v Eurolize v letech 1977 a 1981, stal se šestnáctkrát mistrem Izraele. Za izraelskou reprezentaci odehrál 165 mezistátních zápasů a zaznamenal v nich 2842 bodů. Je vítězem Asijských her 1974 a držitelem stříbrné medaile z mistrovství Evropy v basketbale mužů 1979, kde byl vyhlášen nejužitečnějším hráčem turnaje. Startoval také na mistrovství světa v basketbalu mužů 1986, kde Izraelci obsadili sedmé místo. Čtyřikrát byl nominován na FIBA All-Star Games, byl zařazen do Síně slávy FIBA, v anketě 200 největších Izraelců obsadil 35. místo. Jeho syn Niv Berkovich je také profesionálním basketbalistou.